# لويز كامبل
لويز كامبل (بالدنماركية: Louise Campbell)‏ هي مصممة دنماركية، ولدت في 1970 في كوبنهاغن في الدنمارك.

## وصلات خارجية
- الموقع الرسمي
- لويز كامبل على موقع إن إن دي بي (الإنجليزية)